# الغواصة الألمانية يو دي-4
الغواصة الألمانية يو دي-4 غواصة فئة أوه 21، وضعت كما الغواصة الهولندية K XXVI وتم إعادة تسميتها أوه 26 ولكن أستولى الألمان عليها خلال الغزو الألماني لهولندا في الحرب العالمية الثانية وكلفت في كريغسمرين .

## تاريخ السفينة
تم طلب الغواصة في 24 يونيو 1938 وتم وضعها في 20 أبريل 1939 باسم K XXVI في روتردام . أثناء البناء تم تغيير اسمها إلى أوه 26. بعد الغزو الألماني في 10 مايو 1940، تم القبض عليها في الحوضمن قبل القوات الغازية. 
قرر الألمان إكمالها. تم الإطلاق في 23 نوفمبر 1940. عملت في كريجسمارين ك يو دي-4 وتم تكليفها في 28 يناير 1941،  بقيادة هيلموت برومر-باتزيج. 
من يناير إلى أبريل 1941، خدمت يو دي-4 كغواصة مدرسية في كيل عندما الحقت بالأسطول الأول. في مايو تم نقلها إلى الأسطول الثالث في كيل حيث تم استخدامها كغواصة تجريبية. بقيت هناك حتى يوليو من ذلك العام. تم نقلها في أغسطس 1941 إلى الأسطول الخامس أيضًا في كييل حيث تم استخدامه كقارب مدرسي حتى ديسمبر 1942. تم نقلها إلى غدينيا في يناير 1943 حيث عملت كغواصة مدرسية في الأسطول الرابع والعشرين والأسطول السابع والعشرين حتى يناير 1945. من كانون الثاني (يناير) إلى آذار (مارس) 1945، كانت مقيمة في هالة وتم نقلها إلى الأسطول الثامن عشر حيث عملت كغواصة مدرسية. 
19 مارس 1945 تم إيقاف تشغيلها وفي 3 مايو 1945 تم إغراق الغواصة في مدينة كيل. 